# Privina Glava
Привина Глава / Privina Glava falu Szerbiában Vajdaságban a Szerémségi körzetben.

## Fekvése
Sidtől 5 km-re keletre a Tarcal (szerbül: Fruska Gora) nyugati lejtőjén fekszik, közigazgatásilag Sidhez tartozik.

## Története
A hagyomány szerint Szent Mihály arkangyal tiszteletére szentelt monostorát egy Priva nevű nemesember építette a 12. században, innen kapta a település a nevét. Mások szerint 1496-ban Brankovics György építtette a privina-glavai forrás közelében. A monostor a török forrásokban 1566-ban szerepel először. Ez később elpusztult és helyette a szerbek 1741 és 1760 között emelték a mai templomot mely a Novo Hopovo kolostor templomának mintájára épült. 1753 és 1771 között építették fel a kolostort. A templom ikonosztáza 41 ikonból áll. Stanoje Popović festette 1747-ben, új ikonosztázát Andrej Sartist festette 1786-ban. Freskóit Kuzman Kolarić 1786 és 1791 között készítette. A forrás ősi búcsújáróhely. A település a trianoni békeszerződésig Szerém vármegye Sidi járásához tartozott.

## Demográfiai változások
| 1948 | 1953 | 1961 | 1971 | 1981 | 1991 | 2002 |
| ---- | ---- | ---- | ---- | ---- | ---- | ---- |
| 319  | 301  | 275  | 232  | 202  | 165  | 221  |